# 워크 더 문
워크 더 문 (Walk the Moon, 공식 표기시 WALK THE MOON)은 미국 오하이오주의 신시내티에서 2008년 결성된 인디 록 밴드이다. 멤버는 니콜라스 페트리카 (리드보컬, 키보드, 신디사이저)와 케빈 레이 (베이스, 보컬), 션 워거먼 (드럼, 보컬), 엘리 메이먼 (기타, 보컬)이며, 모든 멤버가 오하이오 주에서 나고 자란 토박이라는 공통점을 지닌다. 본격적으로 레이블과 계약하기 전인 2010년 11월에 첫 앨범 《i want! i want!》를 발매했는데, 수록곡 <Anna Sun>이 WCRD와 WFPK, WKNH, WTMD 등 미국 내 유수의 소규모 라디오 방송국에서 전파를 타기도 했다. 이어 2011년 2월 뉴욕주 브루클린 소재의 기획사인 믹 매니지먼트와 계약한 밴드는 그해 7월, 음반 프로듀서 겸 작곡가인 벤 앨런의 지휘 아래 녹음작업을 시작했다. 2012년 6월 15일, 밴드는 첫 앨범의 수록곡 여섯 곡에 신곡 다섯 곡을 추가하여 두 번째 앨범이자 정식 데뷔앨범인 《Walk the Moon》을 발매하였다. 소속 레이블은 소니 뮤직 엔터테인먼트의 대표 레이블인 RCA 레코드이다.

## 디스코그래피

### 정규 앨범
- 《The Other Side: B-Sides and Rarities》 (2009년, 독자 발매)
- 《i want! i want!》 (2010년 11월 16일, 독자 발매)
- 《Walk the Moon》 (2012년 6월 15일, RCA 레코드)
- 《Talking is hard》 (2014년)

### 싱글
- <Anna Sun> (2012년) 미국 빌보드 얼터너티브 차트 12위, 락 차트 23위

## 그 외
2018년 7월 당시 인천광역시의 송도국제도시에 치른 뮤직 페스티벌인 펜타포트 락 페스티벌에 출전시켜서 화제를 모은 적이 있다. 그래서 워크 더 문의 대한민국 팬들이 이 노래를 불러서 응원하게 될 정도로 화젯거리를 남긴 적이 있다.